# 姚希得
姚希得（?—1269年），字逢原，一字叔剛。潼川（治今四川三台）人。
嘉定十六年（1223年）進士，授小溪主簿。绍定元年（1228年）前后在《鹤山书院》听魏了翁讲学。绍定五年（1232年），擔任秘书少监兼中书门下省检正诸房公事。景定五年（1264年）除签书枢密院事（执政），兼太子宾客。八月，累官参知政事。度宗咸淳元年（1265年）正月，自正议大夫特授光禄大夫。咸淳二年四月以资政殿学士提举临安府洞霄宫。当年临安有叶李、萧至二人指责贾似道专政，贾似道做出请辞的姿态，姚希得则上表挽留贾似道。晚年以潼川郡公致仕，随其孫姚訔寓居宜兴。卒于宋度宗咸淳五年（1269年）。

## 延伸阅读
[在维基数据编辑]
 《宋史·卷421》，出自脱脱《宋史》